# 南海バス空港営業所
南海バス空港営業所（なんかいバスくうこうえいぎょうしょ）は、大阪府泉佐野市泉州空港北にある南海バスの営業所。

## 概要

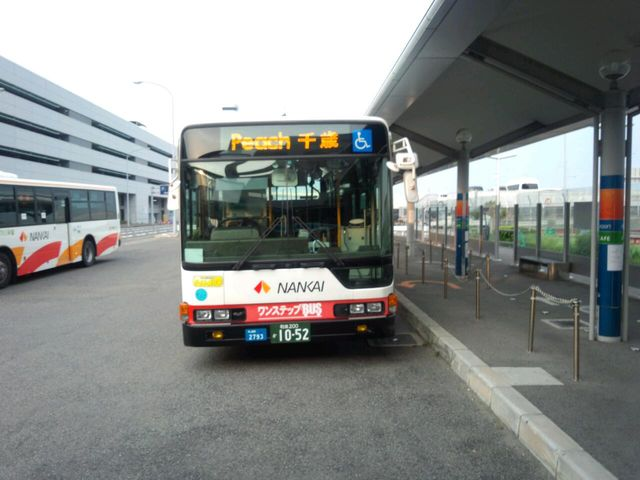
2012年10月27日までピーチ・アビエーションの搭乗客を輸送していた当営業所所属のバス

関西国際空港が開港するのに合わせて開設された営業所である。このため、担当している路線も空港内・周辺の路線や空港リムジンバス・高速バスおよび深夜急行バスに限られており、泉佐野市周辺の路線については南海ウイングバスが担当している。
関西空港島に移転するまではりんくうタウン駅の近くにあり、隣接してグループ企業である関西空港交通本社・りんくう営業所と併設されていた。
運行自体は関西空港交通に業務委託されている。

## 沿革
- 1994年6月15日：関西空港島内で、島内2路線の営業を開始[2]。
- 1994年6月17日：泉佐野営業所空港出張所として開設[2]。
- 1994年9月4日：同日の関西国際空港の開港にあわせ、空港リムジンバス「Sorae」の泉ヶ丘・空港線、他2路線の運行を開始[2]。
- 2001年10月1日：南海電鉄から南海バスに移管される。
- 2002年：空港出張所から空港営業所に格上げされる[3][4]。
- 2012年10月28日：第2旅客ターミナルの開設に伴い、第2旅客ターミナル線の運行[5]、泉北・河内長野線の一部便の延伸を開始[6]。
- 2016年：りんくうタウンから関西空港島内に移転[7][8]。
- 2016年4月1日：PiTaPaおよび交通系ICカード全国相互利用サービスに対応[9]。
- 2016年10月1日：南海バスのICカード「なっち」を導入[10]。
- 2020年3月1日：系統番号を変更[11]。
  - 国際貨物地区線、国内貨物地区線4系統：500番台が割り振られた。
  - 国内貨物地区線関空展望ホール発着、ポートターミナル線、第2旅客ターミナル線：路線をアルファベット1-2文字で表し、必要に応じて数字を後置した[注釈 2]。

## 運行路線
（旧・◯◯系統）は2020年3月1日以前の系統番号を示す。

### 国際貨物地区線
- 給油地区へ向かう系統
  - 521系統（旧・1系統）：空港駅 - 国際貨物地区 - 貨物合同庁舎前 - 給油地区
  - 521G系統（旧・2-1系統）：空港駅 - 国際貨物地区 - 貨物合同庁舎前 - 国際貨物上屋G棟前（フェデックス前） - 給油地区
  - 501系統（旧・3系統）：空港駅 - 給油地区
- 給油地区へ向かわない系統
  - 500系統（旧・2-4系統）：国際貨物上屋G棟前（フェデックス前）→空港駅
  - 502系統（旧・2系統）：空港駅→【国際貨物地区循環】→空港駅
  - 502系統（旧・特1系統）：貨物合同庁舎前→国際貨物地区→空港駅
  - 502系統（旧・特3系統）：貨物合同庁舎前→空港駅
  - 502C系統（旧・特1系統）：空港駅→国際貨物地区→貨物合同庁舎前
  - 520系統（旧・2-0系統）：国際貨物上屋G棟前（フェデックス前）→貨物合同庁舎前→国際貨物地区→空港駅
  - 520G系統（旧・2-0系統）：空港駅→国際貨物地区→貨物合同庁舎前→国際貨物上屋G棟前（フェデックス前）
  - 520G系統（旧・2-3系統）：空港駅→【通過】→国際貨物上屋G棟前（フェデックス前）→貨物合同庁舎前→国際貨物地区→空港駅

関西空港駅と貨物地区を結ぶ路線で、保安区域内に入るため立入証が必要。運賃は200円。終夜運転を行っている。昼間に運行される系統は521系統と521G系統のみで、残りはラッシュ時に運行される。
2014年3月24日より、国際貨物上屋G棟前（フェデックス前）停留所を新設し、同停留所を通る2-0系統、2-1系統、2-2系統の運行を開始した。さらに2015年9月1日より、2-3系統、2-4系統、特3系統が新設された一方、2-2系統が廃止された。

### 国内貨物地区線
- 504系統（旧・4系統）：第1ターミナル→関空展望ホール→国内貨物地区→第1ターミナル
- HT系統（旧番号なし）：第1ターミナル - 関空展望ホール

第1ターミナルと関空展望ホールを結ぶ。504系統は1便のみの運行。かつては有料だったが、現在は無料で運行されている。

### ポートターミナル線
- PT1系統（旧・5系統）：旅客ターミナル（関西空港第1ターミナル）- ポートターミナル
- PT1・2系統（旧・特5系統）：ポートターミナル→第1ターミナル→第2ターミナル
- PT2系統（旧・6系統）：第2ターミナル→【直行】→ポートターミナル

旅客ターミナルと関西空港島北東部にあるポートターミナルを発着する路線。運賃は200円だが、ベイシャトルを利用する場合は無料（乗船運賃に含まれる）。

### 第2旅客ターミナル線

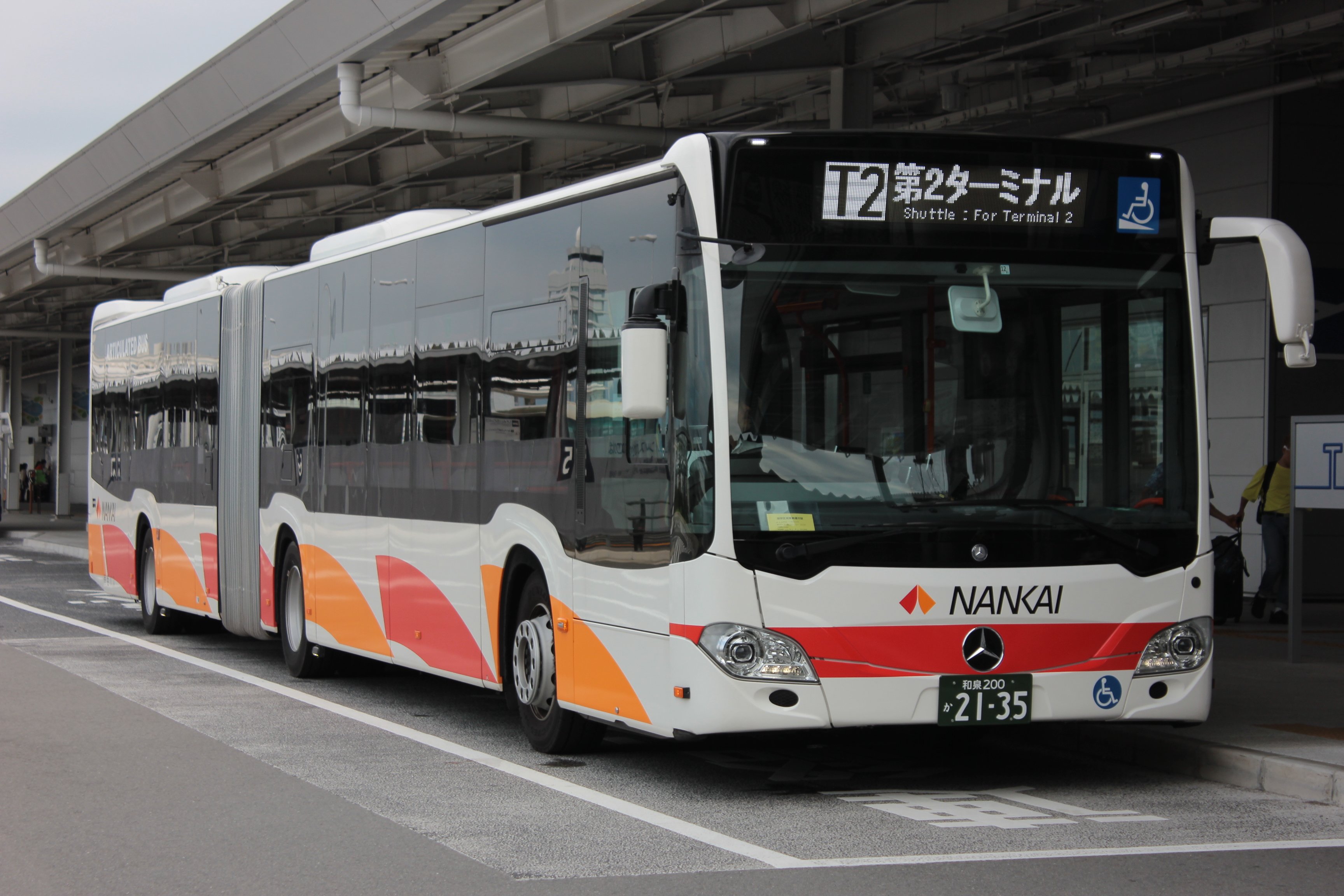
2017年4月28日より導入された当営業所所属の連節バス

- T1・2系統（旧・7系統）：エアロプラザ - 第2ターミナル

関西空港駅や第1ターミナルに近いエアロプラザと第2ターミナルを結ぶ路線。運賃は無料。高頻度の運行が行われるほか、終夜運転を行っている。
主にノンステップバスが投入されている。2017年4月28日より連節バスを導入。

### 空港リムジンバス
全ての便は第2ターミナルにも乗り入れる。また2016年4月1日より「泉北・河内長野空港線」「姫路空港線」「徳島空港線」「高松空港線」「岡山空港線」を除くリムジンバスから撤退した。

#### 泉北・河内長野空港線
- 河内長野駅前 - 泉ヶ丘駅 - 栂・美木多駅 - 光明池駅 - 和泉中央駅⇔関西空港（第1ターミナル - 第2ターミナル）
- 金剛駅前 - 泉ヶ丘駅 - 栂・美木多駅 - 光明池駅 - 和泉中央駅⇔関西空港（第1ターミナル - 第2ターミナル）
- 泉ヶ丘駅 - 栂・美木多駅 - 光明池駅 - 和泉中央駅⇔関西空港（第1ターミナル - 第2ターミナル）
- 泉ヶ丘駅 - 栂・美木多駅 - 光明池駅 - 和泉中央駅⇔りんくうプレミアム・アウトレット前 - りんくうタウン駅前 - 関西空港（第1ターミナル - 第2ターミナル）
- 光明池駅 - 和泉中央駅⇔関西空港（第1ターミナル - 第2ターミナル）

#### 姫路空港線
- 姫路駅⇔関西空港（第1ターミナル - 第2ターミナル）
- 姫路駅 - 加古川駅⇔関西空港（第1ターミナル - 第2ターミナル）

神姫バスと共同運行。2023年12月1日から神姫バス単独で運行を再開。2024年12月1日から関西空港交通・南海バスが運行に復帰。

#### 徳島空港線
- 徳島駅 - 松茂 - 高速鳴門 - 鳴門公園口（関西国際空港発のみ） - 志知 - 洲本IC - 津名一宮 - 東浦IC - 淡路IC⇔関西空港（第1ターミナル - 第2ターミナル）

関西空港交通、本四海峡バス、徳島バスと共同運行。徳島から鳴門、淡路島内を経て関西空港への路線。2024年3月16日より運行を再開。

## 移管路線

### 空港・りんくうタウン線
- 6系統：関西空港 - りんくうタウン駅前 - りんくう往来南 - りんくうポート北
- 特6系統：りんくうタウン駅前 - りんくう往来南 - りんくうポート北

6系統は2000年代に廃止された。特6系統は2016年7月1日改正で南海ウイングバス南部に移管され、同社のりんくうポート北線となった。

### 空港泉佐野線
- 急1系統：関西空港→りんくうタウン駅前→葵町→俵屋北→上市場→泉佐野駅前→りんくうタウン駅前→関西空港
- 急2系統：関西空港→りんくうタウン駅前→葵町→俵屋北→上市場
- 急3系統：葵町→俵屋北→上市場→泉佐野駅前→りんくうタウン駅前→関西空港

後に泉佐野駅前発着となり、泉佐野駅前 - りんくうタウン駅前 - 関西空港の区間は廃止された。その後南海ウイングバス南部泉南営業所に移管されたが、沿線に点在していた関西空港関連の社員寮の賃貸契約解除等により路線廃止となった。

### 空港リムジンバス

#### USJ空港線
- ユニバーサル・シティウォーク大阪 - ユニバーサル・スタジオ・ジャパン - 天保山（海遊館） - グランドプリンスホテル大阪ベイ - ポートタウン東⇔関西空港（第1ターミナル）
- ユニバーサル・スタジオ・ジャパン - 天保山（海遊館） - グランドプリンスホテル大阪ベイ - ポートタウン東⇔関西空港（第1ターミナル）
- 天保山（海遊館） - グランドプリンスホテル大阪ベイ - ポートタウン東 - 南港フェリーターミナル⇔関西空港（第1ターミナル）

関西空港交通、近鉄バス、阪神バスと共同運行。2016年4月1日より関西空港交通に移管された。

#### 茨木空港線
- JR茨木東口 - 阪急茨木東口⇔関西空港（第1ターミナル）

関西空港交通、大阪空港交通、近鉄バスと共同運行。大阪空港交通担当分は阪急バスから移管されたもの。2016年4月1日より関西空港交通に移管された。

#### 西宮空港線
- 阪急西宮北口 - JR西宮 - 阪神西宮⇔関西空港（第1ターミナル）

関西空港交通、大阪空港交通、阪神バスと共同運行。2016年4月1日より関西空港交通に移管された。

#### 八木空港線
- 桜井駅北口 - 大和八木駅 - 高田市駅⇔関西空港（第1ターミナル）
- 大和八木駅 - 関西空港（第1ターミナル）

奈良交通と共同運行。2016年4月1日より関西空港交通に移管された。

### 深夜急行線
- 梅田→なんば→堺東駅前→三国ヶ丘駅前→中もず駅前通→深井駅→泉ヶ丘駅→栂・美木多駅→光明池駅→和泉中央駅→和泉府中車庫前
- 梅田→なんば→金剛駅前→千代田駅前→河内長野駅前→三日市町駅前→美加の台駅前→林間田園都市駅前
- 中もず駅前→深井駅→泉ヶ丘駅→栂・美木多駅→光明池駅→和泉中央駅→和泉府中車庫前→南海岸和田駅前

梅田発和泉府中車庫前行きは2009年12月1日に堺営業所金岡車庫より移管された路線、残りの2路線は新設路線である。3路線とも2014年3月3日に堺営業所へ移管された。その際、中もず駅前発便は終点が南海岸和田駅前から和泉府中車庫前（現：駅前）止めとなった。

## 休止・廃止路線

### 国際貨物地区線
- 2-2系統：空港駅→貨物合同庁舎前→国際貨物地区→国際貨物上屋G棟前（フェデックス前）→空港駅

2014年3月24日運行開始。2015年9月1日廃止。
- 0系統：国際貨物上屋G棟前（フェデックス前）→国際貨物地区循環→国際貨物上屋G棟前（フェデックス前）

2018年4月23日運行開始。2018年10月1日廃止。

### 国内貨物地区線
- 3系統：空港駅 - 見学展望ホール
- 4系統：空港駅→国内貨物地区→空港駅

展望ホールの開業時間は3系統、それ以外の時間帯は4系統を運行していた。
3系統は2004年7月3日に関西空港交通のりんくうプレミアム・アウトレット行きシャトルバスと統合され、両社共同運行のスカイシャトルとなった。4系統はしばらく終日運行していたが、2005年4月1日にスカイシャトル運行時の便が廃止され、残った便は運賃を100円に合わせたうえで、関空展望ホールを経由するようになった。
- スカイシャトル：エアロプラザ - 旅客ターミナル⇔関空展望ホール⇔りんくうプレミアム・アウトレット
- スカイシャトル：エアロプラザ - 旅客ターミナル⇔関空展望ホール⇔りんくうプレミアム・アウトレット⇔イオンりんくう泉南ショッピングセンター

当初は関西空港内 - 関空展望ホールの区間利用が可能だったが、段階的に利用ができなくなった。また、南海バスがスカイシャトルから撤退し、関西空港交通の単独運行となった。
- 関空展望ホール循環：エアロプラザ - 旅客ターミナル - 関空展望ホール
- 関空展望ホール循環：旅客ターミナル→エアロプラザ→関空展望ホール→旅客ターミナル

スカイシャトルと併せて関西空港島内の区間便も運行していた。のちにスカイシャトルの区間利用ができなくなったため、再び区間便単独でのダイヤが組まれるようになった。2012年3月24日にエアロプラザへの経由が取りやめられた。同時に3系統が旅客ターミナル発着となり、両系統とも現在の経路となった。

### 空港リムジンバス・高速バス
※岡山・高松発着の空港線は新型コロナウイルス感染拡大防止の為、全て運休扱い。

#### 堺東・空港線
- 中もず駅前・堺東駅前・堺駅前⇔関西空港（第1ターミナル）
- 中もず駅前・堺東駅前・堺駅前⇔りんくうタウン駅前・関西空港（第1ターミナル）

2010年10月1日運行開始。2015年8月31日廃止。

#### 津山空港線
- 津山駅・津山IC・美作IC・山崎IC・北条・滝野社IC・東条⇔関西空港

関西空港交通、神姫バスと共同運行。津山から中国自動車道経由で兵庫県内の停留所にも停車していた。2011年7月15日に開設されるも、わずか10か月後の2012年5月15日をもって休止された。

#### 名古屋線
- 名鉄バスセンター⇔関西空港（第1ターミナル）

関西空港交通と共同運行。2013年11月1日運行開始、2015年4月1日廃止。

#### 岡山空港線
- 岡山駅 - 岡山IC - 山陽IC⇔関西空港（第1ターミナル - 第2ターミナル）

関西空港交通、両備バスと共同運行。

#### 高松空港線
- 丸亀駅 - 善通寺 - 坂出 - 高松駅 - ゆめタウン高松 - 高松中央IC - 高速志度 - 高速津田 - 高速大内⇔関西空港（第1ターミナル - 第2ターミナル）
- 高松駅 - ゆめタウン高松 - 高松中央IC - 高速志度 - 高速津田 - 高速大内⇔関西空港（第1ターミナル - 第2ターミナル）

関西空港交通、ジェイアール四国バス、四国高速バスと共同運行。

### 深夜バス

#### 関西空港日根野線
2021年5月31日深夜（2021年6月1日未明）以降運休中。
- 関西空港（第2ターミナル - 第1ターミナル）・空港駅【ここまで乗車のみ】→【ここより降車のみ】ワシントンホテル（りんくうタウン）・泉佐野駅前・日根野駅前
- 日根野駅前・泉佐野駅前・りんくうタウン駅前【ここまで乗車のみ】→【ここより降車のみ】関西空港（第1ターミナル）・空港駅・第2ターミナル

## 車両

### 一般路線車
日野製と三菱ふそう製がメインだが、ノンステップバスに限りいすゞ製も所属している。ワンステップバスを主力としているが、ノンステップバスも導入されておりベイシャトル塗装の日野・ブルーリボンIIが所属している他、2014年に日野・ブルーリボンIIを、2015年に三菱ふそう・エアロスターといすゞ・エルガをそれぞれ新車で導入した。2017年には大阪府内のバス事業者では初めて連節バス（メルセデス・ベンツ/エボバス シターロG）を2台導入し、第2旅客ターミナル線での運用を開始した。
一時期、元泉北コミュニティバス専用車（エアロスター）が所属していた時期もあったが、現在は全て退役した。
一部の車両はランプバスとしても運用されるため中間部の座席を取り外した車両が所属しているのが特徴的である（かつてはランプバス専用の車両も所属したが現在は廃車になっている）。